# Copa Panamericana de Voleibol Femenino de 2014
La Copa Panamericana de Voleibol Femenino de 2014 fue la XXIII edición de este torneo de selecciones nacionales femeninas de voleibol pertenecientes a la NORCECA y a la Confederación Sudamericana de Voleibol (CSV), se llevó a cabo del 11 al 19 de junio de 2014 en México y fue organizado por la Federación Mexicana de Voleibol bajo la supervisión de la Unión Panamericana de Voleibol.
Este campeonato clasifica al Grand Prix de Voleibol de 2015 a los 6 mejores ubicados de la NORCECA y los 3 mejores ubicados de la CSV.

## Equipos participantes
Un máximo de 12 selecciones podían clasificarse mediante ranking para participar en el torneo, los equipos clasificados fueron los 8 mejores del ranking NORCECA y los 4 mejores del ranking de la CSV.
NORCECA (Confederación del Norte, Centroamérica y del Caribe):
- Canadá
- Costa Rica
- Cuba
- Estados Unidos
- México (local)
- Puerto Rico
- Trinidad y Tobago
- República Dominicana

CSV (Confederación Sudamericana de Vóley):
- Argentina
- Brasil (retirado)
- Colombia
- Perú

La selección de Brasil decidió retirarse poco antes del inicio de la competición, sus partidos fueron considerados nulos.

## Grupos
| Grupo A        | Grupo B              |
| -------------- | -------------------- |
| Argentina      | Canadá               |
| Costa Rica     | Cuba                 |
| México         | Brasil               |
| Colombia       | Perú                 |
| Estados Unidos | República Dominicana |
| Puerto Rico    | Uruguay              |

### Grupo A (Ciudad de México)

#### Resultados
57:75
| Fecha    | Encuentro                                | Resultado | Set   | Set   | Set   | Set   | Set   | Puntuación total |
| Fecha    | Encuentro                                | Resultado | 1     | 2     | 3     | 4     | 5     | Puntuación total |
| -------- | ---------------------------------------- | --------- | ----- | ----- | ----- | ----- | ----- | ---------------- |
| 11-06-14 | Canadá - Perú                            | 3-1       | 25:18 | 26:24 | 23:25 | 25:20 | -     | 99:87            |
| 11-06-14 | Trinidad y Tobago - República Dominicana | 0-3       | 12:25 | 11:25 | 16:25 | -     | -     | 39:75            |
| 11-06-14 | México - Cuba                            | 0-3       | 19:25 | 17:25 | 21:25 | -     | -     | 57-75            |
| 12-06-14 | República Dominicana - Cuba              | 3-1       | 24:26 | 25:17 | 25:21 | 25:19 | -     | 99:83            |
| 12-06-14 | Canadá - Trinidad y Tobago               | 3-0       | 25:23 | 25:14 | 26:24 | -     | -     | 76:61            |
| 12-06-14 | México - Perú                            | 3-2       | 25:23 | 16:25 | 28:26 | 21:25 | 15:11 | 105-110          |
| 13-06-14 | Trinidad y Tobago - Perú                 | 0-3       | 24-26 | 21-25 | 24-26 | -     | -     | 69-77            |
| 13-06-14 | Cuba - Canadá                            | 0-3       | 22-25 | 23-25 | 21-25 | -     | -     | 66-75            |
| 13-06-14 | México - República Dominicana            | 0-3       | 23-25 | 20-25 | 22-25 | -     | -     | 65-75            |
| 14-06-14 | Trinidad y Tobago - Cuba                 | 1-3       | 17-25 | 18-25 | 25-20 | 10-25 | -     | 70-95            |
| 14-06-14 | Perú - República Dominicana              | 2-3       | 18-25 | 21-25 | 25-22 | 25-18 | 12-15 | 101-105          |
| 14-06-14 | México - Canadá                          | 3-2       | 27-25 | 27-25 | 13-25 | 14-25 | 15-9  | 96-109           |
| 15-06-14 | República Dominicana - Canadá            | 3-0       | 25-22 | 25-14 | 25-22 | -     | -     | 75-58            |
| 15-06-14 | Perú - Cuba                              | 0-3       | 26-28 | 25-27 | 18-25 | -     | -     | 69-80            |
| 15-06-14 | México - Trinidad y Tobago               | 3-2       | 18-25 | 21-25 | 25-15 | 25-20 | 15-8  | 104-93           |

#### Clasificación
| Pos | Equipo               | PJ | PG | PP | SF | SC | PTS |
| --- | -------------------- | -- | -- | -- | -- | -- | --- |
| 1   | República Dominicana | 5  | 5  | 0  | 15 | 3  | 22  |
| 2   | Canadá               | 5  | 3  | 2  | 11 | 7  | 16  |
| 3   | Cuba                 | 5  | 3  | 2  | 10 | 7  | 15  |
| 4   | Perú                 | 5  | 1  | 4  | 8  | 12 | 10  |
| 5   | México               | 5  | 3  | 2  | 9  | 12 | 9   |
| 6   | Trinidad y Tobago    | 5  | 0  | 5  | 3  | 15 | 3   |

### Grupo B (Hidalgo)

#### Resultados
| Fecha    | Encuentro                    | Resultado | Set   | Set   | Set   | Set | Set | Puntuación total |
| Fecha    | Encuentro                    | Resultado | 1     | 2     | 3     | 4   | 5   | Puntuación total |
| -------- | ---------------------------- | --------- | ----- | ----- | ----- | --- | --- | ---------------- |
| 11-06-14 | Colombia - Estados Unidos    | 0-3       | 19:25 | 19:25 | 28:30 | -   | -   | 66:80            |
| 11-06-14 | Argentina - Puerto Rico      | 3-0       | 25:14 | 25:22 | 28:26 | -   | -   | 78:62            |
| 12-06-14 | Puerto Rico - Costa Rica     | 3-0       | 25:15 | 25:11 | 25:19 | -   | -   | 75:45            |
| 12-06-14 | Argentina - Estados Unidos   | 0-3       | 20:25 | 14:25 | 20:25 | -   | -   | 54-75            |
| 13-06-14 | Puerto Rico - Estados Unidos | 0-3       | 18-25 | 13-25 | 17-25 | -   | -   | 48-75            |
| 13-06-14 | Costa Rica - Colombia        | 0-3       | 16-25 | 18-25 | 16-25 | -   | -   | 50-75            |
| 14-06-14 | Colombia - Argentina         | 0-3       | 27-29 | 17-25 | 15-25 | -   | -   | 59-79            |
| 14-06-14 | Costa Rica - Estados Unidos  | 0-3       | 13-25 | 9-25  | 11-25 | -   | -   | 33-75            |
| 15-06-14 | Puerto Rico - Colombia       | 3-0       | 25-13 | 25-22 | 31-29 | -   | -   | 81-64            |
| 14-06-14 | Argentina - Costa Rica       | 3-0       | 25-18 | 25-12 | 25-17 | -   | -   | 75-47            |

#### Clasificación
| Pos | Equipo         | PJ | PG | PP | SF | SC | PTS |
| --- | -------------- | -- | -- | -- | -- | -- | --- |
| 1   | Estados Unidos | 4  | 4  | 0  | 12 | 0  | 20  |
| 2   | Argentina      | 4  | 3  | 1  | 9  | 3  | 15  |
| 3   | Puerto Rico    | 4  | 2  | 2  | 6  | 6  | 10  |
| 4   | Colombia       | 4  | 1  | 3  | 3  | 9  | 5   |
| 5   | Costa Rica     | 4  | 0  | 4  | 0  | 12 | 0   |

### Final 1º y 4º puesto
|  | Cuartos de final      | Cuartos de final |                        |                        | Semifinales     | Semifinales |  |  | Final           | Final |
|  |                       |                  |                        |                        |                 |             |  |  |                 |       |
|  |                       |                  |                        |                        |                 |             |  |  |                 |       |
|  |                       |                  |                        |                        |                 |             |  |  |                 |       |
|  | Rep. Dominicana       |                  |                        |                        |                 |             |  |  |                 |       |
|  | 15-06-13 - Lima       |                  |                        |                        |                 |             |  |  |                 |       |
|  | Directo a Semifinales |                  |                        |                        |                 |             |  |  |                 |       |
|  | Rep. Dominicana       | 3                |                        |                        |                 |             |  |  |                 |       |
|  | Rep. Dominicana       | 3                | 14-06-13 – Lima        |                        |                 |             |  |  |                 |       |
|  |                       | Puerto Rico      | 0                      |                        |                 |             |  |  |                 |       |
|  | Canadá                | Puerto Rico      | 0                      | 0                      |                 |             |  |  |                 |       |
|  | Canadá                |                  | 16-06-13 - Lima        | 0                      |                 |             |  |  |                 |       |
|  | Puerto Rico           | 3                |                        |                        |                 |             |  |  |                 |       |
|  | Puerto Rico           | 3                | Estados Unidos         | 1                      |                 |             |  |  |                 |       |
|  |                       |                  | Estados Unidos         | 1                      |                 |             |  |  |                 |       |
|  |                       | Rep. Dominicana  | 3                      |                        |                 |             |  |  |                 |       |
|  | Estados Unidos        | Rep. Dominicana  | 3                      |                        |                 |             |  |  |                 |       |
|  | 15-06-13 - Lima       |                  |                        |                        |                 |             |  |  |                 |       |
|  | Directo a Semifinales |                  |                        |                        |                 |             |  |  |                 |       |
|  | Estados Unidos        | 3                | Tercer y cuarto puesto | Tercer y cuarto puesto |                 |             |  |  |                 |       |
|  | Estados Unidos        | 3                | Tercer y cuarto puesto | Tercer y cuarto puesto | 14-06-13 – Lima |             |  |  |                 |       |
|  |                       | Argentina        | 0                      |                        |                 |             |  |  |                 |       |
|  | Argentina             | Argentina        | 0                      | 3                      | Argentina       | 2           |  |  |                 |       |
|  | Argentina             |                  |                        | 3                      | Argentina       | 2           |  |  |                 |       |
|  | Cuba                  | 1                |                        | Puerto Rico            | 3               |             |  |  |                 |       |
|  | Cuba                  | 1                |                        |                        | 3               |             |  |  |                 |       |
|  |                       |                  |                        |                        |                 |             |  |  | 16-06-13 - Lima |       |
|  |                       |                  |                        |                        |                 |             |  |  |                 |       |